# Thereutria amaraca
Thereutria amaraca là một loài ruồi trong họ Asilidae. Thereutria amaraca được Walker miêu tả năm 1849.